# Brett Stapleton
Brett Stapleton (ur. 7 maja 1987) – australijski rugbysta grający na pozycji skrzydłowego ataku, mistrz świata U-19 z 2006 roku, seniorski reprezentant kraju w rugby 7.

## Kariera klubowa
W połowie 2005 roku podpisał dwuletni kontrakt z Western Force. W obu tych latach ani razu nie pojawił się na boisku w rozgrywkach Super 14, w 2006 roku grał natomiast w barwach zespołu rezerw – Force Gold. Również w 2006 roku znalazł się w meczowych składach we wszystkich trzech meczach Force w Australian Provincial Championship i w pierwszych dwóch zdobył trzy przyłożenia.
Powrócił zatem na wschodnie wybrzeże i związał się z zespołem Gold Coast Breakers docierając z nim do finału rozgrywek Queensland Premier Rugby w roku 2007, występował w nim w miarę możliwości również w kolejnych latach. Grał też dla drużyny Queensland Country Heelers reprezentującej obszar stanu Queensland bez Brisbane.
W sierpniu i wrześniu 2007 roku z zespołem East Coast Aces występował w jedynym rozegranym sezonie rozgrywek Australian Rugby Championship w trzech spotkaniach zdobywając dwa przyłożenia.
W sezonie 2008–2009 reprezentował barwy japońskiego klubu Coca Cola West Red Sparks.  W lutym 2011 roku związał się natomiast z włoskim L’Aquila Rugby, zadebiutował w marcu, a do końca sezonu w siedmiu spotkaniach zdobył dwa przyłożenia.
Po powrocie w rodzinne strony występował w lokalnym klubie rugby league Glen Innes Magpies.

## Kariera reprezentacyjna
Był stypendystą ogólnokrajowego programu Australian Institute of Sport. Reprezentował Queensland w kategorii U-16, a następnie przez dwa lata w zespole U-18. W 2004 roku po zakończonych na finale mistrzostwach kraju otrzymał powołanie do kadry Australian Schoolboys i znalazł się w składzie drużyny „A” na mecz z irlandzkimi rówieśnikami. Przeciwko nim wystąpił jeszcze w składzie pierwszego zespołu oraz w reprezentacji szkół Queensland. Następnie wraz z kadrą rugby 7 zdobył w grudniu złoty medal na Igrzyskach Wspólnoty Narodów Młodzieży 2004.
Rok później również zajął drugą lokatę w mistrzostwach kraju i został nominowany do kadry narodowej U-18. Zagrał w trzech spotkaniach – przeciwko Japończykom, Samoańczykom i Nowozelandczykom, w każdym z nich zdobywając przynajmniej dwa przyłożenia. Kontuzja, której doznał podczas zawodów lekkoatletycznych, wyeliminowała go następnie z wyjazdu na Wyspy Brytyjskie, a jego miejsce zajął Christian Lealiʻifano, łącznie w obu tych latach wystąpił zatem w czterech testmeczach.
W 2006 roku znalazł się w australijskiej reprezentacji U-19, która zwyciężyła w rozegranych w Dubaju mistrzostwach świata w tej kategorii wiekowej. Na tym turnieju zagrał w trzech z pięciu spotkań zdobywając dziesięć punktów.
Pod koniec tego roku został także powołany do seniorskiej reprezentacji rugby 7 na otwierające sezon 2006/2007 turnieje w Dubaju i George.

## Varia
- Uczęszczał do Toowoomba Grammar School[60] oraz The Southport School[61][62].
- W młodości prócz obu odmian rugby z sukcesami uprawiał także lekkoatletykę[60][63]. Trenowany przez Debbie Wells w wieku szesnastu lat został mistrzem kraju w kategorii U-18[29], a jeszcze podczas nauki szkolnej jego rekord życiowy w biegu na 100 metrów wynosił 10,27 s[48].
- Jego brat Nathan był zawodnikiem rugby league[64].